# LV-426
LV-426 (на български ЛВ-426) е въображаема планета от филма „Пришълецът“ (1979) и „Пришълци“ (1986), на която хората се сблъскват със същество от друг свят. Намира се на 36 светлинни години от Земята.
В първия филм е неизследвана планета, а във втория е колонизирана от човечеството и има обозначение. Също така се счита, че освен индекс има и име – Ахерон (в Гръцката митология – реката на мъртвите), така е била обозначена в сценария на първия филм, но в самата продукция така и не се използва.
LV-426 е спътник в орбита на газовия гигант Зета-2 от съзвездието Зета (Zeta-2 Reticuli), разположена на външния кръг. Диаметърът на планетата е около 1200 км, силата на привличане е 86% от земната. Има твърда повърхност, състояща се от застинала лава. В няколко района има силна вулканична активност. Температурата е постоянно под нулата. Атмосферата се състои от негодни за дишане азотни съединения, окиси и метан. Собствена биосфера отсъства.
По филмовия сюжет, на планетата претърпява катастрофа извънземен космически кораб с ембриони – Пришълци на борда. От кораба подават сигнал, предупреждаващ за опасност. През 2122 година космическият танкер „Ностромо“ на компанията „Уейланд-Ютани“ прихваща сигнала и го идентифицира като сигнал за помощ, изпращайки совалка да проучи източника. Вследствие един от екипажа е заразен със зародиш на Пришълец. Само един от екипажа се спасява – помощник-капитана Елен Рипли, която взривява „Ностромо“ и се спасява със совалката.
Тази катастрофа дълго време остава неразкрита, тъй като корабът на Рипли се отклонява от курса и лети из Космоса 57 години, преди да бъде открит.